# Dalešice (Vysočina)
Dalešice é uma comuna checa localizada na região de Vysočina, distrito de Třebíč.